# Sandy Baron
Sandy Baron (* 5. Mai 1937 in New York City, New York; † 21. Januar 2001 in Van Nuys, Kalifornien; eigentlich Sanford Irving Beresofsky) war ein US-amerikanischer Schauspieler.

## Leben
Sandy Baron wuchs in Brooklyn als Kind jüdischer Eltern auf. Er schloss das Brooklyn College ab und arbeitete im Sommer in den Catskill Mountains, wo er mit einigen Nachwuchskomödianten in Berührung kam. 1962 absolvierte er sein Broadway-Debüt. Innerhalb zwei Jahren machte sich Baron einen Namen als Komödiant. 1964 veröffentlichte er ein Album mit dem Titel The Race! Race!. Er bezeichnete es selber als „komödiantisches Album über Hass, Vorurteile, Bigotterie und anderen Unsinn“. National bekannt wurde Baron im gleichen Jahr durch die TV-Comedy-Serie That Was the Week That Was, einem amerikanischen Ableger der gleichnamigen britischen Erfolgsserie. 
Seine künstlerische Bandbreite bewies Baron Anfang der 1970er Jahre. In New York arbeitete er als Diskjockey, für Lou Rawls schrieb er 1971 den Hit A Natural Man. Nach diversen Auftritten in Talk-Shows spielte Baron die Titelrolle des Stückes Lenny am Hollywood Aquarius Theatre. Weitere Fernseh- und Filmprojekte ließen diesen Auftritt seinen letzten Bühnenauftritt werden.
Im Alter von 63 Jahren starb Sandy Baron an den Folgen eines Lungenemphysems.

## Filmografie (Auswahl)
- 1962: Gnadenlose Stadt (Naked City) (Fernsehserie, Episode 8, Staffel 4)
- 1968: Adieu, geliebter November (Sweet November)
- 1968: Bewegliche Ziele (Targets)
- 1969: So reisen und so lieben wir (If It’s Tuesday, This Must Be Belgium)
- 1970: Nie wieder New York (The Out-of-Towners)
- 1973: Der Chef (Ironside) (Fernsehserie, Episode 15, Staffel 6)
- 1978: Stunde der Bewährung (Straight Time)
- 1979: Starsky & Hutch (Starsky and Hutch) (Fernsehserie, Episode 14, Staffel 4)
- 1984: Birdy (Birdy)
- 1984: Broadway Danny Rose (Broadway Danny Rose)
- 1986: Vamp (Vamp)
- 1986: Sid & Nancy (Sid and Nancy)
- 1986: Crime Story (Crime Story) (Fernsehserie, Episode 11, Staffel 1)
- 1990: The Grifters (The Grifters)
- 1991: Law & Order (Law & Order) (Fernsehserie, Episode 14, Staffel 1)
- 1991: Vier unter einem Dach (Walter & Emily) (Fernsehserie, mehrere Episoden)
- 1991: Seinfeld (Seinfeld) (Fernsehserie, Episode 3, Staffel 3)
- 1994: Leprechaun 2 (Leprechaun 2)
- 1994: Seinfeld (Seinfeld) (Fernsehserie, Episode 18, Staffel 5)
- 1996: Seinfeld (Seinfeld) (Fernsehserie, Episode 14, Staffel 7)
- 1996: Munsters fröhliche Weihnachten (The Munster's Scary Little Christmas)
- 1997: Seinfeld (Seinfeld) (Fernsehserie, Episode 12, Staffel 8)
- 1998: Hi-Lo Country – Im Land der letzten Cowboys (The Hi-Lo Country)